# Alejandro Casañas
Alejandro Francisco Casañas Ramírez (Havana, 29 de janeiro de 1954) é um antigo atleta cubano, medalha de prata nos Jogos Olímpicos de 1976 e de 1980.
Nas Universíadas de Sófia, em 1977, Casañas estabeleceu um novo recorde mundial nos 110 metros barreiras com um tempo de 13.21 segundos. No entanto, este recorde só duraria dois anos.